# Albaredo d'Adige
Albaredo d'Adige là một đô thị ở tỉnh Verona trong vùng Venetocủa Ý, có cự ly khoảng 80 km về phía tây của Venice và khoảng 25 km về phía nam của về phía đông của Verona. Tại thời điểm ngày 31 tháng 12 năm 2004, đô thị này có dân số 5.138 người và diện tích là 28,2 km².
Đô thị Albaredo d'Adige có các frazioni (các đơn vị trực thuộc, chủ yếu là các làng) Coriano and Michellorie e Presina.
Albaredo d'Adige giáp các đô thị: Belfiore, Bonavigo, Ronco all'Adige, Roverchiara, và Veronella.